# Hermann O. Foersterling
Hermann Otto Foersterling (* 19. Dezember 1857 in Aschersleben; † 29. September 1912 in Berlin) war ein deutscher Filmtechnikpionier.

## Leben
Hermann O. Foersterling machte sich um 1896 im Filmgeschäft selbstständig. Er war der technische Experte, der die Stollwerck-Kompanie im Frühjahr 1895 dazu brachte, die deutschen Rechte am Edison-Phonographen zu kaufen. Im August 1895 unterzeichnete er einen Vertrag, in dem er sich verpflichtete, für Stollwerck Filme mit einer Kamera von Birt Acres zu drehen. Im Frühjahr 1896 begann Foersterling mit der Produktion von Filmvorführapparaten, die er zunächst als Biomatographen bezeichnete. Ein Gerät, das er im Juni 1896 herstellte, war eine Kopie eines Projektors, den Pierre-Victor Continsouza in Paris entwickelt hatte und der in Deutschland nicht patentiert war. Foersterling nannte dieses Gerät Edison's Ideal. Er startete eine Werbekampagne für diesen Projektor in mehreren europäischen Ländern. Filmvorführer wie etwa Madame Olinka, Friedrich Georg Gröning und Jacques Marie Bellwald unterstützten diese Werbekampagne.
Hermann O. Foersterlings Firma „Helios“ residierte in der Leipziger Straße 12 in Berlin. Angestellt waren der Techniker O. Krimm und der Instrumentenhersteller E. G. Greiner. Bei Foersterling wurden Phonographen, optische Instrumente, elektrische Geräte, Fotoapparate und andere Gegenstände hergestellt. Damit war Foersterling als Experte prädestiniert, Stollwerck und die Deutsche Automaten-Gesellschaft über den Nutzen des Ankaufs der deutschen Rechte am Edison’schen Phonographen zu informieren. Nachdem Foersterling den Phonographen untersucht und für zukunftstauglich befunden hatte, wurde er zusammen mit dem Hamburger Fotografen Johann Hamann verpflichtet, Filme mit der Acres-Kamera aufzunehmen. Ob dies dann tatsächlich geschah, ist nicht sicher; Stollwerck und die DAG änderten jedoch nach Abschluss dieses Kontraktes ihre Verträge mit Acres, auf den sie nun nicht mehr allein angewiesen waren.
Seinen ersten Filmprojektor verkaufte Foersterling nach eigener Aussage im Mai 1896. Dieser „Biomatograph“ soll von sehr schlechter Qualität gewesen sein. Möglicherweise handelte es sich dabei um eine Kopie von Acres’ Gerät. Im Juni oder Juli 1896 wurde dieses Modell durch ein neues abgelöst, nämlich die Kopie von Continsouzas Projektoren. Dieser Apparat war rund 50 Kilogramm schwer, wurde mit Kalklicht betrieben und kostete laut einer Werbeanzeige vom September 1896 1210 Mark, während die Konkurrenz etwa 2000 Mark für einen Projektor verlangte. Ein Exemplar, das im Sommer 1896 an George Christiaan Slieker verkauft wurde und sich heute im Smallingerland Museum in Drachten befindet, wurde wohl fälschlicherweise Oskar Messter zugeordnet und dürfte in Wirklichkeit aus dieser Serie von Foersterlings Apparaten nach Continsouzas Prinzip stammen. Beworben wurde das Modell nicht mehr als Biomatograph, sondern als Edison’s Ideal. Zwischen dem 1. Juli und August 1896 verkaufte Foersterling nach eigener Aussage zehn Exemplare dieser Serie. Er erweiterte sein Angebot bald um selbst gedrehte Filme zum Preis von 30 Mark und mehr. Messter fühlte sich durch diese Konkurrenz offenbar bedroht und schaltete mehrere Anzeigen, in denen er, ohne Foersterlings Namen zu nennen, die unlauteren Methoden einer zweiten Projektorenfirma beklagte. Foersterling beantwortete dies seinerseits mit sarkastisch zugespitzten Gegenanzeigen, in denen er Messters Patentansprüche als wertlos bezeichnete. Der Streit wurde in der Schaustellerzeitschrift Der Komet ausgetragen.
1899 zog sich Hermann O. Foersterling möglicherweise aus Krankheitsgründen aus dem Geschäft zurück; im Jahr 1900 zog er mit seiner Frau Therese von Schöneberg nach Zehlendorf.